# Natação no Campeonato Mundial de Esportes Aquáticos de 2017 - 100 m costas masculino
A prova dos 100 metros costas masculino da natação no Campeonato Mundial de Esportes Aquáticos de 2017 ocorreu nos dias 24 de julho e 25 de julho em Budapeste na Hungria.

## Recordes
Antes desta competição, os recordes mundiais e do campeonato nesta prova eram os seguintes:
| Tipo                  | Atleta        | Tempo | Local          | Data                 |
| --------------------- | ------------- | ----- | -------------- | -------------------- |
|                       | Ryan Murphy   | 51.85 | Rio de Janeiro | 13 de agosto de 2016 |
| Recorde do campeonato | Aaron Peirsol | 52.19 | Roma           | 2 de agosto de 2009  |

## Medalhistas
| Ouro           | Prata              | Bronze            |
| Xu Jiayu (CHN) | Matt Grevers (USA) | Ryan Murphy (USA) |

## Resultados

### Eliminatórias
Esses foram os resultados das eliminatórias. Foram realizadas no dia 24 de julho com início às 09:47. 
| Pos. | Bateria | Raia | Nadador                   | Nacionalidade          | Tempo   | Notas            |
| ---- | ------- | ---- | ------------------------- | ---------------------- | ------- | ---------------- |
| 1    | 4       | 4    | Xu Jiayu                  | China                  | 52.77   | Q                |
| 2    | 5       | 5    | Matt Grevers              | Estados Unidos         | 52.92   | Q                |
| 3    | 4       | 5    | Grigory Tarasevich        | Rússia                 | 53.18   | Q                |
| 4    | 5       | 4    | Ryan Murphy               | Estados Unidos         | 53.26   | Q                |
| 5    | 5       | 3    | Ryosuke Irie              | Japão                  | 53.54   | Q                |
| 6    | 4       | 3    | Apostolos Christou        | Grécia                 | 53.55   | Q                |
| 7    | 3       | 4    | Mitch Larkin              | Austrália              | 53.72   | Q                |
| 7    | 3       | 5    | Guilherme Guido           | Brasil                 | 53.72   | Q                |
| 9    | 3       | 2    | Corey Main                | Nova Zelândia          | 53.97   | Q                |
| 10   | 3       | 3    | Li Guangyuan              | China                  | 54.04   | Q                |
| 11   | 3       | 1    | Matteo Milli              | Itália                 | 54.17   | Q                |
| 12   | 4       | 2    | Tomasz Polewka            | Polónia                | 54.30   | Q                |
| 13   | 3       | 6    | Shane Ryan                | Irlanda                | 54.33   | Q                |
| 14   | 5       | 1    | Yakov Toumarkin           | Israel                 | 54.39   | Q                |
| 15   | 5       | 6    | Javier Acevedo            | Canadá                 | 54.43   | Q                |
| 16   | 4       | 6    | Kliment Kolesnikov        | Rússia                 | 54.51   | Q                |
| 17   | 4       | 7    | Radosław Kawęcki          | Polónia                | 54.52   |                  |
| 18   | 4       | 8    | Quah Zheng Wen            | Singapura              | 54.68   |                  |
| 19   | 5       | 7    | Mikita Tsmyh              | Bielorrússia           | 54.69   |                  |
| 20   | 5       | 2    | Zac Incerti               | Austrália              | 54.82   |                  |
| 21   | 3       | 7    | Gábor Balog               | Hungria                | 54.88   |                  |
| 22   | 5       | 8    | Marek Ulrich              | Alemanha               | 54.90   |                  |
| 23   | 4       | 1    | Hugo González             | Espanha                | 55.05   |                  |
| 24   | 3       | 8    | Youssef Abdalla           | Egito                  | 55.60   |                  |
| 25   | 2       | 6    | Gytis Stankevičius        | Lituânia               | 55.80   |                  |
| 25   | 4       | 9    | Ralf Tribuntsov           | Estónia                | 55.80   |                  |
| 27   | 2       | 5    | Charles Hockin            | Paraguai               | 55.81   | Recorde nacional |
| 27   | 3       | 0    | I Gede Siman Sudartawa    | Indonésia              | 55.81   |                  |
| 29   | 3       | 9    | Anton Loncar              | Croácia                | 55.88   |                  |
| 30   | 4       | 0    | Gabriel Lópes             | Portugal               | 55.99   |                  |
| 31   | 5       | 0    | Dmytro Gurnytskyi         | Ucrânia                | 56.05   |                  |
| 32   | 2       | 3    | Girts Feldberg            | Letônia                | 56.24   |                  |
| 33   | 2       | 4    | Geoffroy Mathieu          | França                 | 56.38   |                  |
| 34   | 5       | 9    | Lê Nguyễn Paul            | Vietname               | 56.64   |                  |
| 35   | 2       | 7    | Christopher Courtis       | Barbados               | 57.23   |                  |
| 36   | 2       | 8    | Driss Lahrichi            | Marrocos               | 57.46   |                  |
| 37   | 1       | 4    | Mehdi Benbara             | Argélia                | 57.59   |                  |
| 38   | 1       | 1    | Adel El-Fakir             | Líbia                  | 58.48   |                  |
| 39   | 2       | 9    | Madhu Prathapan           | Índia                  | 58.49   |                  |
| 40   | 1       | 6    | Ronan Wantenaar           | Namíbia                | 58.91   |                  |
| 41   | 1       | 3    | Eisner Barberena          | Nicarágua              | 59.82   |                  |
| 42   | 2       | 1    | Boris Kirillov            | Azerbaijão             | 1:00.07 |                  |
| 43   | 1       | 2    | Steven Maina              | Quênia                 | 1:00.55 |                  |
| 44   | 2       | 0    | David van der Colff       | Botswana               | 1:00.56 |                  |
| 45   | 1       | 7    | Juwel Ahmmed              | Bangladesh             | 1:03.55 |                  |
| 46   | 1       | 8    | Boldbaataryn Buyantogtokh | Mongólia               | 1:04.52 |                  |
| —    | 1       | 5    | Yaaqoub Al-Saadi          | Emirados Árabes Unidos | DNS     | DNS              |

### Semifinal
Esses foram os resultados das semifinais. Foram realizadas no dia 24 de julho com início às 17h48. 
Semifinal 1
| Pos. | Raia | Nadador            | Nacionalidade  | Tempo | Notas |
| ---- | ---- | ------------------ | -------------- | ----- | ----- |
| 1    | 5    | Ryan Murphy        | Estados Unidos | 52.95 | Q     |
| 2    | 4    | Matt Grevers       | Estados Unidos | 52.97 | Q     |
| 3    | 6    | Guilherme Guido    | Brasil         | 53.71 | Q     |
| 4    | 2    | Li Guangyuan       | China          | 53.84 |       |
| 4    | 8    | Kliment Kolesnikov | Rússia         | 53.84 |       |
| 6    | 1    | Yakov Toumarkin    | Israel         | 53.92 |       |
| 7    | 3    | Apostolos Christou | Grécia         | 54.04 |       |
| 8    | 7    | Tomasz Polewka     | Polónia        | 54.12 |       |

Semifinal 2
| Pos. | Raia | Nadador            | Nacionalidade | Tempo | Notas |
| ---- | ---- | ------------------ | ------------- | ----- | ----- |
| 1    | 4    | Xu Jiayu           | China         | 52.44 | Q     |
| 2    | 3    | Ryosuke Irie       | Japão         | 53.02 | Q     |
| 3    | 5    | Grigory Tarasevich | Rússia        | 53.06 | Q     |
| 4    | 6    | Mitch Larkin       | Austrália     | 53.19 | Q     |
| 5    | 2    | Corey Main         | Nova Zelândia | 53.76 | Q     |
| 6    | 1    | Shane Ryan         | Irlanda       | 53.94 |       |
| 7    | 8    | Javier Acevedo     | Canadá        | 54.11 |       |
| 8    | 7    | Matteo Milli       | Itália        | 54.44 |       |

### Final
A final foi realizada em 25 de julho às 18h36. 
| Pos.              | Raia | Nadador            | Nacionalidade  | Tempo | Notas |
| ----------------- | ---- | ------------------ | -------------- | ----- | ----- |
| Medalha de ouro   | 4    | Xu Jiayu           | China          | 52.44 |       |
| Medalha de prata  | 3    | Matt Grevers       | Estados Unidos | 52.48 |       |
| Medalha de bronze | 5    | Ryan Murphy        | Estados Unidos | 52.59 |       |
| 4                 | 6    | Ryosuke Irie       | Japão          | 53.03 |       |
| 5                 | 2    | Grigory Tarasevich | Rússia         | 53.12 |       |
| 6                 | 7    | Mitch Larkin       | Austrália      | 53.24 |       |
| 7                 | 1    | Guilherme Guido    | Brasil         | 53.66 |       |
| 8                 | 8    | Corey Main         | Nova Zelândia  | 53.87 |       |

Legenda
| Recorde mundial       | Recorde mundial (World record)               |                       | Recorde africano                      | Recorde africano (African) |                                           | Q | Classificado por posição (Qualified) |
| Recorde do campeonato | Recorde do campeonato (Championship record)  | Recorde da América    | Recorde da América (Americas)         | q                          | Classificado por melhor tempo (Qualified) |   |                                      |
| Melhor marca do ano   | Melhor marca do ano (World leading)          | Recorde asiático      | Recorde asiático (Asian)              | DNS                        | Não largou (Did not start)                |   |                                      |
| Recorde nacional      | Recorde nacional (National record)           | Recorde europeu       | Recorde europeu (European)            | DNF                        | Não terminou (Did not finish)             |   |                                      |
| Recorde pessoal       | Recorde pessoal do atleta (Personal best)    | Recorde da Oceania    | Recorde da Oceania (Oceania)          | DSQ / DQ                   | Desclassificado (Disqualified)            |   |                                      |
| Recorde da temporada  | Recorde da temporada do atleta (Season best) | Recorde sul-americano | Recorde sul-americano (South America) | NM                         | Sem marca (No mark)                       |   |                                      |